# アーロン・ロジャース
アーロン・チャールズ・ロジャース（Aaron Charles Rodgers, 1983年12月2日 - ）は、アメリカ合衆国カリフォルニア州チコ出身のプロアメリカンフットボール選手。ピッツバーグ・スティーラーズに所属する。ポジションはクォーターバック。NFL歴代2位となる4度のシーズンMVP受賞経験がある。愛称はA-Rod。

## 経歴

### プロ入りまで
カリフォルニア州ビュート郡チコ出身。地元の高校に進学した彼は2年間先発QBとして4,421ヤードを獲得、1試合に6タッチダウンをあげたり、パス、ラン合わせて440ヤードを獲得した試合もあった。
高校卒業時にはディビジョンⅠの大学からの誘いがイリノイ大学からしかなく、彼はそれを断り地元のビュートジュニアカレッジに進学した。その年に全米2位にランクされる活躍を見せ、カリフォルニア大学のヘッドコーチ、ジェフ・テッドフォードの目にとまった彼は2年進級時にカリフォルニア大学に転入した。シーズン5試合目から先発出場し、先発2試合目で全米ランキング3位のUSCをオーバータイムで、インサイトボウルでバージニア工科大学を破った。この年彼は5試合で300ヤード以上を投げ、被インターセプト率は1.43%、いずれも大学記録であった。
3年次になった2004年にはUSCに17-23と僅差で敗れた1敗のみでチームは全米ランキング4位でシーズンを終えた。彼は大学記録となるパス連続成功26回、1試合でのパス成功率85.3%、NCAA記録となる1試合でのパス連続成功23回（ランキング1位のUSC戦）などの成績を残した。2年間で彼は大学記録となる被インターセプト率1.95%の記録を作った。しかしUSCとの試合では残り時間1分47秒でタッチダウンを狙ったものの3回のパス不成功及びQBサックを受けて得点をあげることはできなかった。テキサス大学にローズボウルへの出場権を取られたチームはテキサス工科大学とホリデーボウルで対戦し31-45で敗れた。シーズン終了後彼は4年次は大学に残らず、アーリーエントリーの道を選んだ。2年間でパス5,469ヤード、パス成功率63.8%、43タッチダウン、13インターセプト、QBレイティング150.27と大活躍であった。

#### 大学時代の通算成績
| 年度 | チーム             | パス | パス | パス      | パス        | パス            | パス | パス | パス         | ラン | ラン        | ラン            | ラン |
| 年度 | チーム             | 成功 | 試投 | 成功 確率 | 獲得 ヤード | 平均獲得 ヤード | TD   | Int  | レイティング | 回数 | 獲得 ヤード | 平均獲得 ヤード | TD   |
| ---- | ------------------ | ---- | ---- | --------- | ----------- | --------------- | ---- | ---- | ------------ | ---- | ----------- | --------------- | ---- |
| 2003 | カリフォルニア大学 | 215  | 349  | 61.6      | 2,903       | 8.3             | 19   | 5    | 146.58       | 86   | 210         | 2.4             | 5    |
| 2004 | カリフォルニア大学 | 209  | 316  | 66.1      | 2,566       | 8.1             | 24   | 8    | 154.35       | 74   | 126         | 1.7             | 3    |
| 通算 | 通算               | 424  | 665  | 63.8      | 5,469       | 8.2             | 43   | 13   | 150.27       | 160  | 336         | 2.10            | 8    |

### グリーンベイ・パッカーズ

#### 2005年
2005年NFLドラフトで彼は早い順番での指名が予想され全体1位指名もあるのではと期待された。ドラフトでは全体1位指名権を持つサンフランシスコ・49ersがQBアレックス・スミスかロジャースのどちらかを指名すると見られていたがスミスが指名された。その後も上位指名が予想されていたが指名されずに全体24番目にパッカーズに指名された。上位指名が予想されていた彼は会場に招待されていたが指名されるまでに4時間半に渡り待つこととなった。彼は全米ランキング1位のUSC相手にパス23回連続成功のNCAA記録を作っており、3年次のレギュラーシーズンでパス成功率67.5%、2,320ヤードを獲得、タッチダウンパス23回に対してインターセプトはわずか7回であった。彼の指名順位が24番目となってしまったことにはいくつもの事情があるが彼はこの年のドラフトで指名されたQBとしては2人目であった。2番目から23番目の指名権を持ったチームがQBよりも補強すべきポジションがあったことが影響している。彼の身長が6フィート2インチとQBとしてはそれほど大きくなかったことも関係した。パッカーズはブレット・ファーヴの存在もあり、ドラフト1巡でクォーターバックではなく、ワイドレシーバーかタックルを指名すると目されていた。パッカーズに1巡目で指名された彼はジェフ・テッドフォードの指導を受けたQBとしてアキリ・スミス、トレント・ディルファー、ジョーイ・ハリントン、カイル・ボーラーに次いで6人目のドラフト1巡指名を受けたQBとなった。8月に彼は5年間770万ドル、インセンティブで2450万ドルの契約を結んだ。
2005年彼はブレット・ファーヴの控えとして4勝12敗で終わるシーズンを見守った。彼は勝敗の決まったニューオーリンズ・セインツ戦、ボルチモア・レイブンズ戦に登場しただけであった。

#### 2006年
2006年もファーヴが現役を続行したため前年同様控えQBとしての役割に終始した。11月19日のニューイングランド・ペイトリオッツで負傷したファーヴに代わって途中出場した彼は左足を負傷し故障者リスト入りしシーズンを終えたが2007年シーズン開幕前に回復した。最終節でチームがシカゴ・ベアーズに勝った後、NBCのインタビューに対してファーヴは2007年も現役続行することを明かしロジャースが先発QBの座を得られるのはさらに延期された。オークランド・レイダースのWRランディ・モスとのトレード要員として放出されるとの情報もあったが、WRモスはペイトリオッツへの移籍が決定し、ロジャースがトレードされることはなかった。

#### 2007年
2007年11月29日のサーズデーナイトゲームとなったダラス・カウボーイズ戦で負傷したQBファーヴの代わりに交代出場し18本のパスを成功させ201ヤードを獲得、インターセプト0、またプロ入り後初のタッチダウンパスを決めて交代後17点をあげ、一時3点差まで詰め寄ったが3回サックされ試合は27-37で敗れた。

#### 2008年

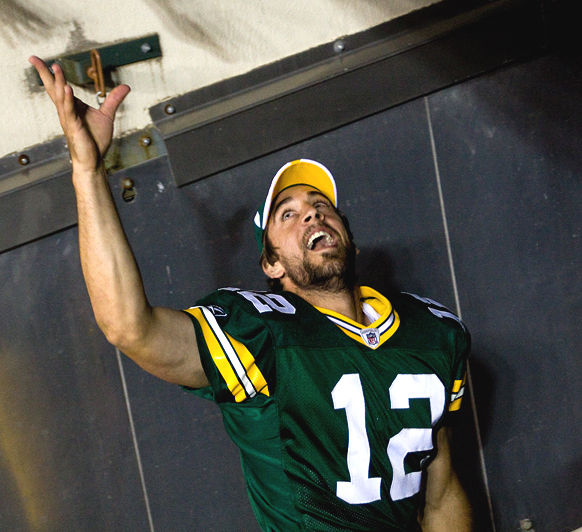
2008年のロジャース

2008年3月4日にファーヴが引退を発表し2008年シーズンからロジャースが先発QBに起用されることが決まった。ファーヴはその後引退を撤回したがロジャースをエースQBにするというチームの方針は変わらずファーヴはその後ニューヨーク・ジェッツにトレードされた。
ランボー・フィールドで行われた開幕戦のミネソタ・バイキングス戦に先発するとパス試投22回中18回成功178ヤードを稼ぎ1タッチダウンパスをあげると共にランでも1タッチダウン、先発初試合を勝利で飾った。パッカーズでファーヴ以外のQBが先発したのは1992年以来のことであった。シーズン終了時の成績はパス536回中341本を成功、成功率63.6%、4038ヤード、28タッチダウン、13インターセプト、QBレイティング93.8とNFC3位の成績を残した。特に先発1年目での4000yds突破は1999年のQBカート・ワーナー以来9年ぶりの快挙であった。第2週のデトロイト・ライオンズ戦では328ヤードを投げて3タッチダウンパスを決めて週間最優秀攻撃選手に選ばれた。第4週のタンパベイ・バッカニアーズ戦でデリック・ブルックスにインターセプトされるまで157回連続インターセプトなしの記録を作った。これはバート・スターの294回、ファーヴの163回に次ぐチーム史上3番目の記録であった。この試合で彼は肩を痛めたがプレーを続行し2週間後に行われたシアトル・シーホークス戦でも元気な姿を見せた。チームは接戦を落とし続け、終盤には6連敗を喫するなど6勝10敗で終えた。同年10月31日に2014年までの6年間6500万ドルの契約を結んだ。

#### 2009年
2009年、NFCの10月の月間MVPに選ばれる活躍を見せ、バート・スターのチーム記録を塗り替える5試合連続QBレイティング100を越える活躍を見せたが10月5日の試合では自己ベストとなる384ヤードを投げたものの8サックを浴びて敗れるなど開幕からの8試合で37サックを浴び、シーズン中リーグ最多の50サックを浴びたものの30タッチダウン、7インターセプトの成績をあげてチームをプレーオフまで導いた。アリゾナ・カージナルスとのワイルドカードプレーオフではオーバータイムにマイケル・アダムスのヒットでボールをファンブル、これをカルロス・ダンスビーにリカバーTDされて45-51と敗れシーズンを終えた。この年プロボウルに初めて選出された。

#### 2010年:スーパーボウル制覇
2010年シーズンには開幕戦でエースRBライアン・グラント、その後TEジャーマイケル・フィンリー、LBニック・バーネットら主力選手が多く離脱し、10月10日のワシントン・レッドスキンズ戦、12月12日のデトロイト・ライオンズ戦で脳震盪を起こし12月19日のニューイングランド・ペイトリオッツ戦を欠場した。レギュラーシーズン最後の大事な2試合となったニューヨーク・ジャイアンツ戦では自己ベストの404ヤードを獲得、4TDパスを成功させ週間MVPに選ばれた。そして最終週のシカゴ・ベアーズ戦でも勝利を収めて10勝6敗でかろうじてチームを第6シードでプレーオフに進出させ12月-1月のNFC月間MVPに選ばれた。プレーオフではフィラデルフィア・イーグルス戦で3タッチダウンパス、アトランタ・ファルコンズ戦ではパス36回中31回成功、3タッチダウンパス、1タッチダウンランをあげて勝利した。シカゴ・ベアーズとのNFCチャンピオンシップゲームでは244ヤードを投げてタッチダウンパスなし、2インターセプトを喫したがタッチダウンランをあげるなど、チームをスーパーボウルに導き、第45回スーパーボウルではパス39本中24本を成功、304ヤードを獲得、3TDパスを決めパッカーズを14年ぶり4度目の優勝に導きMVPに選ばれた。

#### 2011年:NFL MVP

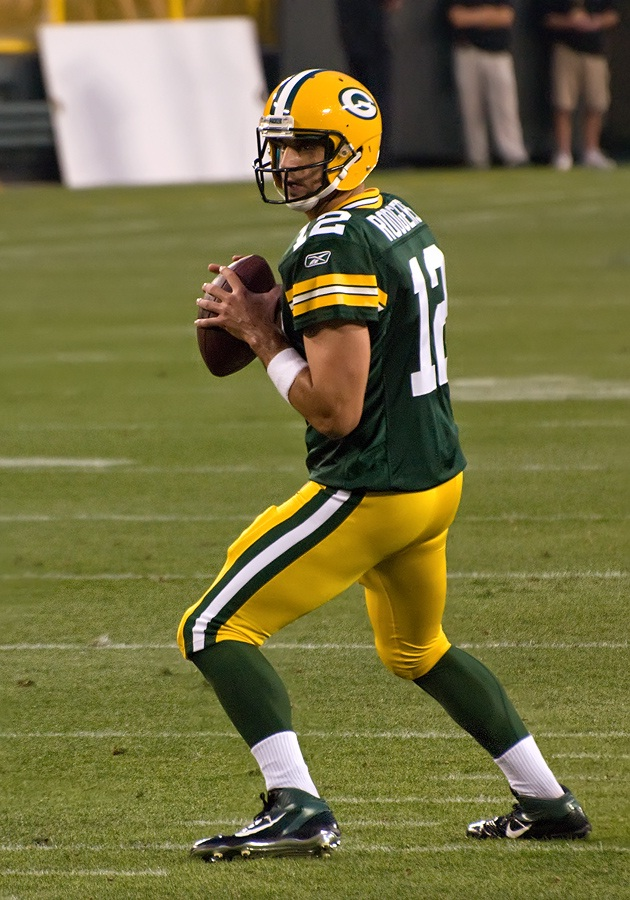
2011年のロジャース

2011年、開幕戦から3試合連続QBレーティング100以上の活躍を見せてチームを3連勝に導き、9月のNFC攻撃部門月間MVPに選ばれる。
第4週のデンバー・ブロンコス戦で、パス408ヤード、パスタッチダウン4回、インターセプト1回、さらに自らのランタッチダウン2回を記録し、NFC週間最優秀攻撃選手賞に選ばれた。第6週のセントルイス・ラムズ戦では、キャリア最長記録となる93ヤードのタッチダウンパスを成功させた。
チーム史上初の11連勝を記録し、その後連勝をNFC最多連勝記録に並ぶ13まで伸ばした。連勝街道は続き、第15週にカンザスシティ・チーフスに19-14で逆転負けを喫すまでの、NFL史上2番目の連勝記録となる19試合の連勝記録を打ち立てた。最終的にチームはディビジョナル・プレイオフでニューヨーク・ジャイアンツに敗れたものの、パス獲得ヤード4,643、45TD、QBレートではNFL新記録となる122.5を記録するなど大活躍、NFC月間最優秀オフェンス選手賞を3回受賞（9月・10月・11月）、週間最優秀選手賞を6回受賞（第4週、第5週、第6週、第7週、第9週、第13週）し、シーズンMVPを獲得。現役最高のQBの一人という名声を不動のものとした。特にパス試投502回、被インターセプト6回というインターセプト率の低さ（1.19%）は特筆すべき成績である。
このシーズン、ロジャースはプロボウルに選出され、オールプロのファーストチームにも選ばれた。また、NFL Top 100選手にも選出された。

#### 2012年

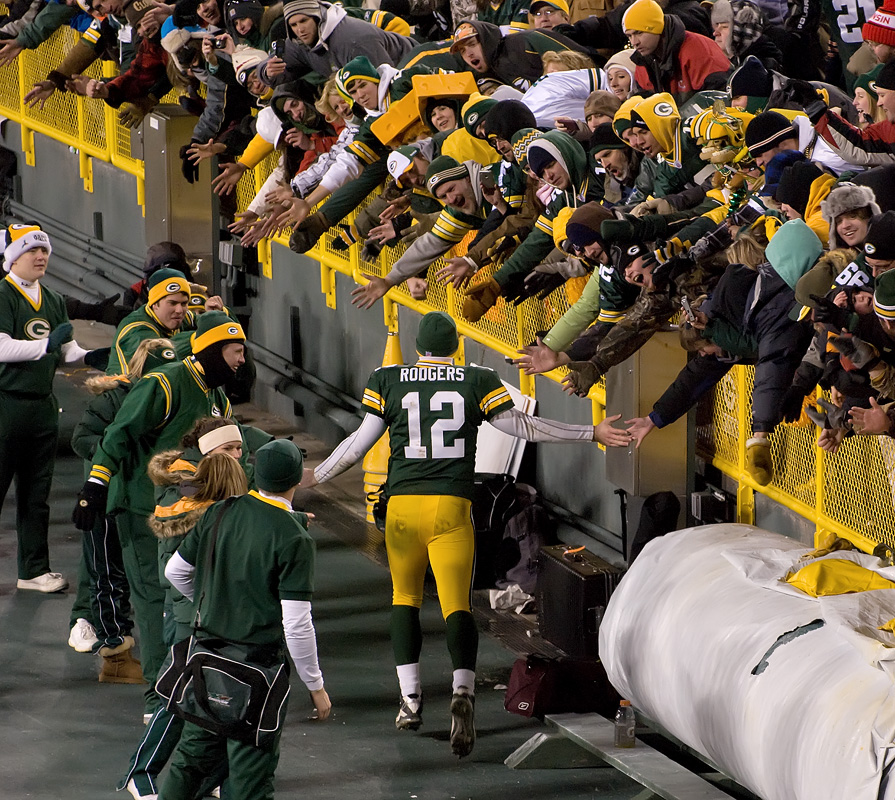
本拠地ランボー・フィールドでファンと交流するロジャース

2012年、オフェンスラインの崩壊や、代替審判による批判の声が多く上がった判定による第3週のシアトル・シーホークスへの敗戦など、開幕から5試合で3敗した。しかし、第6週の無敗のヒューストン・テキサンズとの対戦では、チームのフランチャイズ記録に並ぶ6TDパスを投げる活躍を見せて、週間最優秀攻撃選手賞を受賞した。テキサンズは、この試合までのシーズン5戦でタッチダウンパスを合計6回しか許していなかった。
2年連続のNFC北王者となり、ワイルドカードでプレーオフに進出。ワイルドカードラウンドでミネソタ・バイキングスに24-10で勝利したものの、プレーオフ第2戦でサンフランシスコ・フォーティーナイナーズに敗れた。
このシーズン、キャリア3度目のプロボウル候補に選出された。また、NFL Top 100選手にも選出された

#### 2013年
2013年11月4日のシカゴ・ベアーズ戦でシェイ・マクレリンにサックされた際、左鎖骨を骨折し全治4週間から6週間の怪我を負った。最終戦で復帰して勝利し、チームをプレーオフに導いたが、第一戦でサンフランシスコ・フォーティーナイナーズに敗れた。

#### 2014年:2度目のNFL MVP

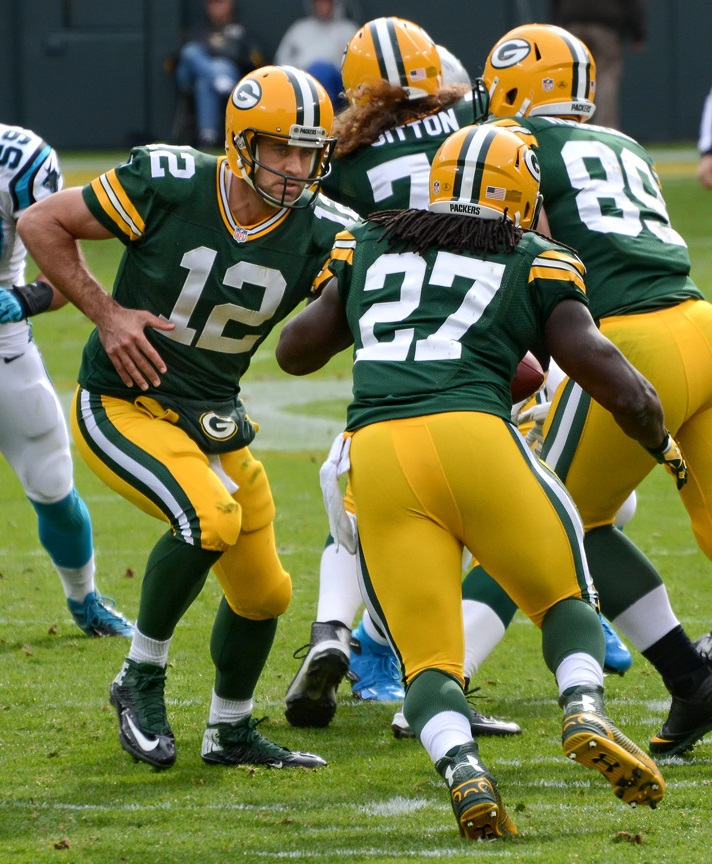
ハンドオフを行うロジャース

2014年にはチームを地区優勝に導き、二度目のシーズンMVPを獲得するが、プレーオフ二戦目でシアトル・シーホークスに敗れた。

#### 2015年
2015年は、パス獲得ヤード3,821に終わり、ロジャーズとしては不本意な成績に終わったが、チームはワイルドカードでプレーオフに進出した。プレーオフ二試合目でアリゾナ・カーディナルズに敗れた。12月3日のデトロイト・ライオンズでは終了間際に61ヤードのタッチダウンパスで逆転勝利に貢献した。

#### 2016年
2016年は、当初は前シーズンの不調を引きずったが次第にペースを取り戻し、パス獲得ヤード4,428を挙げ、リーグ最高の40TDを投じた。NFLには、複数シーズンで40以上のTDを成功させたQBは4人しかいない。チームは終盤に6連勝を挙げて地区優勝を遂げた。

#### 2017年
2017年10月15日のミネソタ・バイキングス戦でアンソニー・バーのタックルを受けて右鎖骨を骨折し長期離脱となった。12月17日のカロライナ・パンサーズ戦で復帰できたが、チームは9年ぶりにプレーオフ進出を逃した。

#### 2018年
インターセプトなしの連続パス試行記録402を樹立した。七度目のプロボウルに選出されたが、けがのために辞退した。チームはプレーオフを二年連続して逃した。

#### 2019年
新ヘッドコーチにマット・ラフルアーを迎え、チームの攻撃はロジャースのパスよりもランプレイおよびプレイアクションに重心を移した。チームは2016年ぶりの地区優勝を遂げ、第2シードでプレーオフに進出したが、NFCチャンピオンシップゲームでサンフランシスコ・フォーティーナイナーズに今季二度目の敗戦を喫した。

#### 2020年:3度目のNFL MVP
シーズンを通して好調を維持し、4,299パスヤード、48パスタッチダウンながらインターセプトは5という結果になった。チームは第一シードでプレーオフに進んだが、NFCチャンピオンシップゲームではトム・ブレイディ率いるタンパベイ・バッカニアーズに敗北した。このシーズンのMVPに選ばれた。

#### 2021年:4度目のNFL MVP

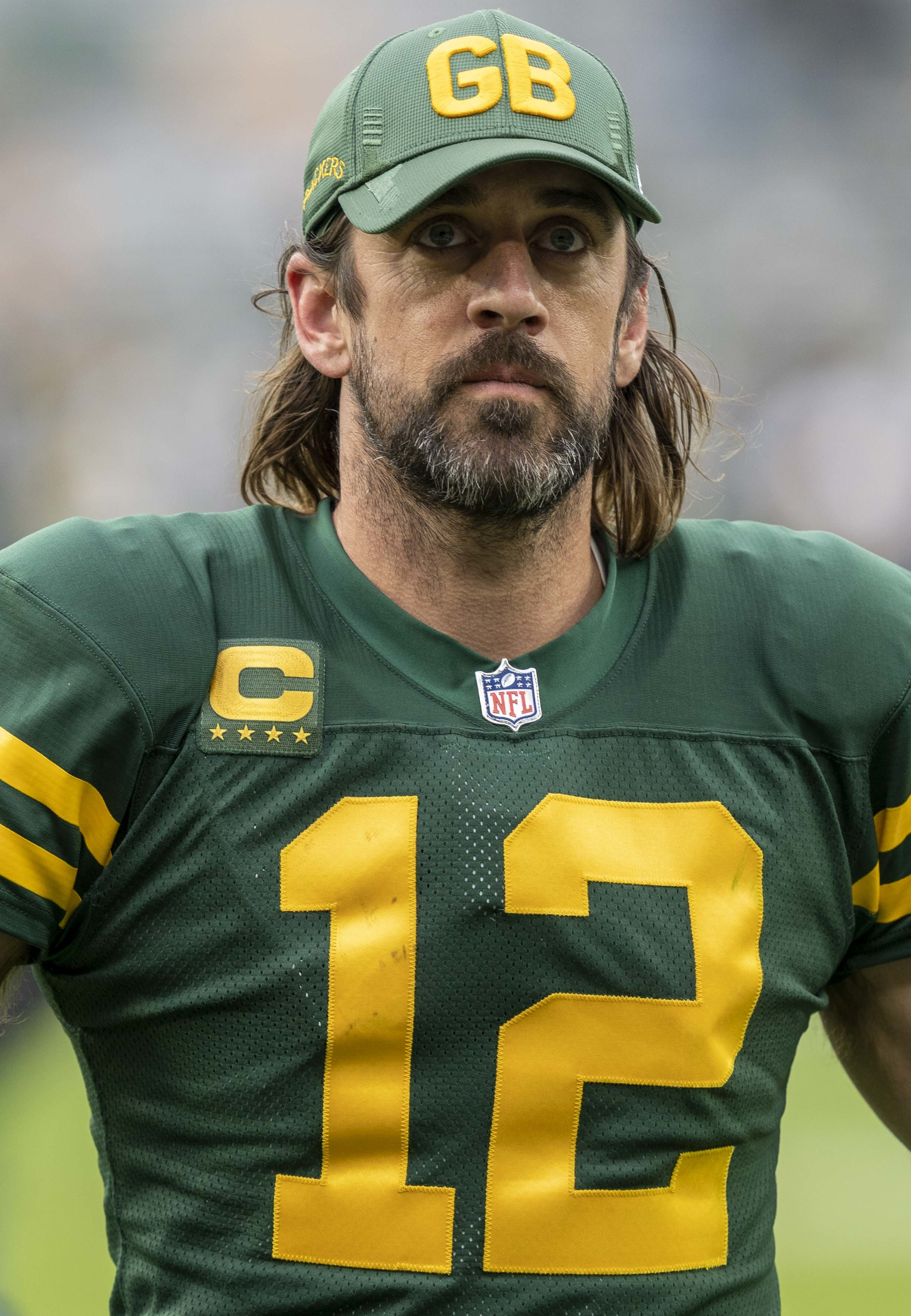
2021年のロジャース

チームに不満を漏らしたロジャースは練習参加が遅れた。2021年11月3日、COVID-19ワクチンを接種していなかったロジャースは検査で陽性となり、10日間にわたりチームから隔離されて1試合を欠場し、チームとロジャースはCOVID-19プロトコル違反で罰金を科された。
第1週のニューオーリンズ・セインツ戦、敵地でパス獲得133ヤード、インターセプト2回という荒れた内容の試合になり、第4Qには控えQBのジョーダン・ラブに交代させられた。しかし、第2週からチームは勢いを取り戻し7連勝を記録した。
11月3日にCOVID-19検査で陽性となるも、11月14日のシアトル・シーホークス戦でプレーに復帰し勝利をおさめた。第15週のボルチモア・レイブンズ戦に勝利し、パッカーズの3年連続地区優勝を決め、さらにこの週の週間最優秀攻撃選手賞を獲得した。
チームは2年連続して第一シードでプレーオフに進んだ。しかしプレーオフ初戦でのサンフランシスコ・49ers戦、225ヤードを投げる活躍を見せたが、スペシャルチームの不調が祟って接戦の末13-10で敗れた。
このシーズン、ロジャースは2年連続でシーズンMVPに選ばれ、10回目のプロボウルにも選出された。

#### 2022年

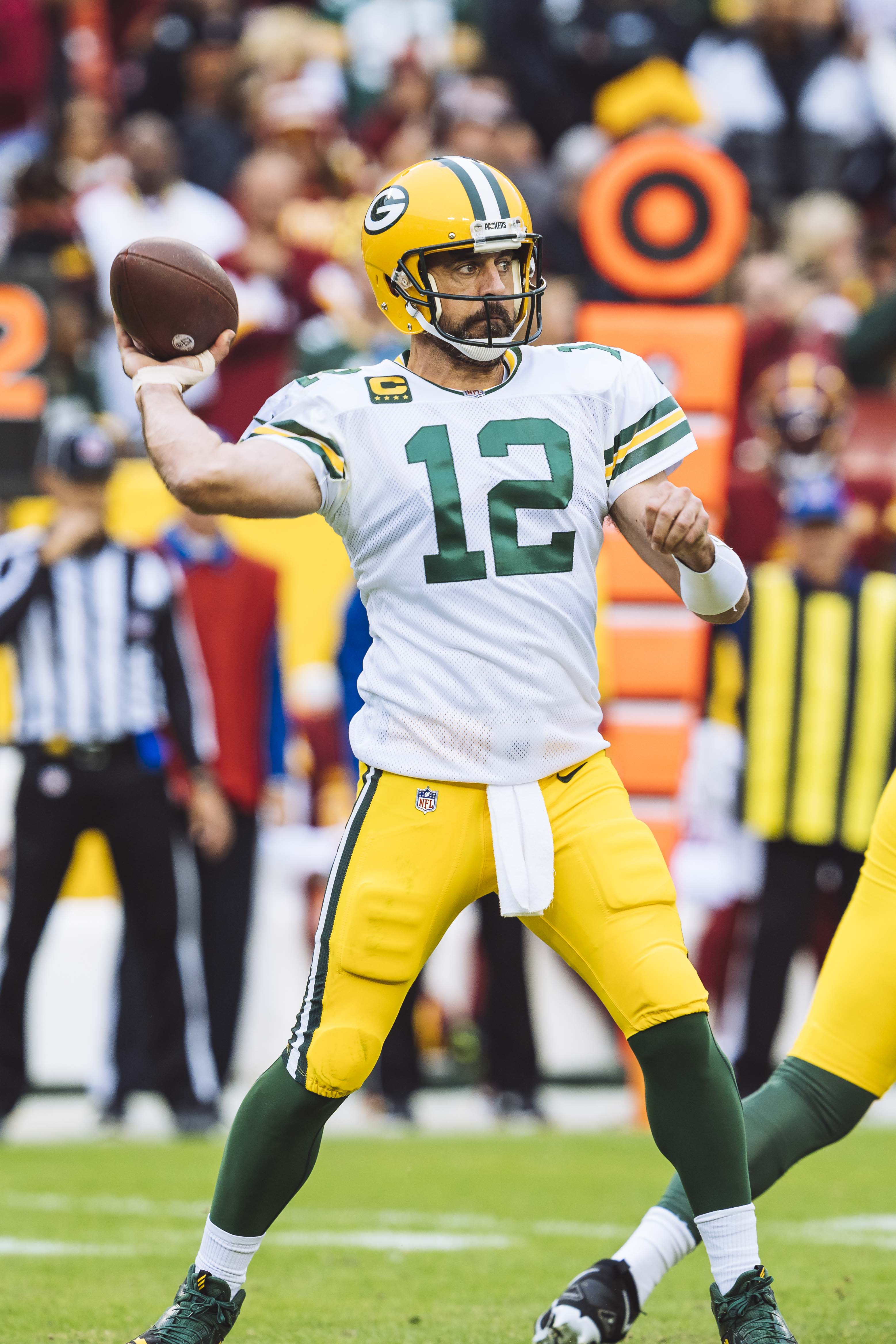
2022年のロジャース

2022年3月8日、ロジャースはパッカーズと4年231億円の契約を結んだ。NFL史上最高年俸選手となる契約延長で合意したとの報道もあったが、ロジャースはTwitterで、報道されている数字は不正確でありまだそのような契約にはサインしていないとし、これらの報道を否定した。しかし、パッカーズで18年目のシーズンを過ごすという内容自体は否定していなかった。
3月16日、ロジャースとチームが交わした最終的な契約条件は、1億5,080万ドル相当（約178億円）の3年契約であった。この新契約により年俸ベースではNFL史上最高額を受け取るプレーヤーとなり、北米スポーツ全体で見てもNBAのダミアン・リラードの年俸4,900万ドルを上回り、史上最高年俸選手となった。
第4週のニューイングランド・ペイトリオッツ戦では、251ヤード投げ2TDパスを決める活躍を見せ、延長戦でキャリア4度目のインターセプトリターンタッチダウン（ピックシックス）を献上する場面もあったが、27-24での勝利に大きく貢献した。第8週のバッファロー・ビルズに敗れてチームは4連敗を喫し、翌週のデトロイト・ライオンズ戦でも、インターセプト3回を記録するなど荒れた展開で敗戦した。ロジャースが1試合で3つのインターセプトを記録したのは2017年シーズン以来のことだった。後に、第5週に負った右手親指の骨折を抱えたままプレーしていたことを明らかにしている。レギュラーシーズン最終戦を前にチームは4連勝を記録し、8勝8敗まで持ち直してプレーオフ進出の望みをつないだ。
チームはワイルドカードでのプレーオフ進出がかかったレギュラーシーズン最終戦でライオンズに敗れた。ロジャースが今シーズン記録したインターセプト12回は、2008年以来のシーズン最多記録であった。このシーズン、NFL Top 100選手に選出された。

### ニューヨーク・ジェッツ

#### 2023年

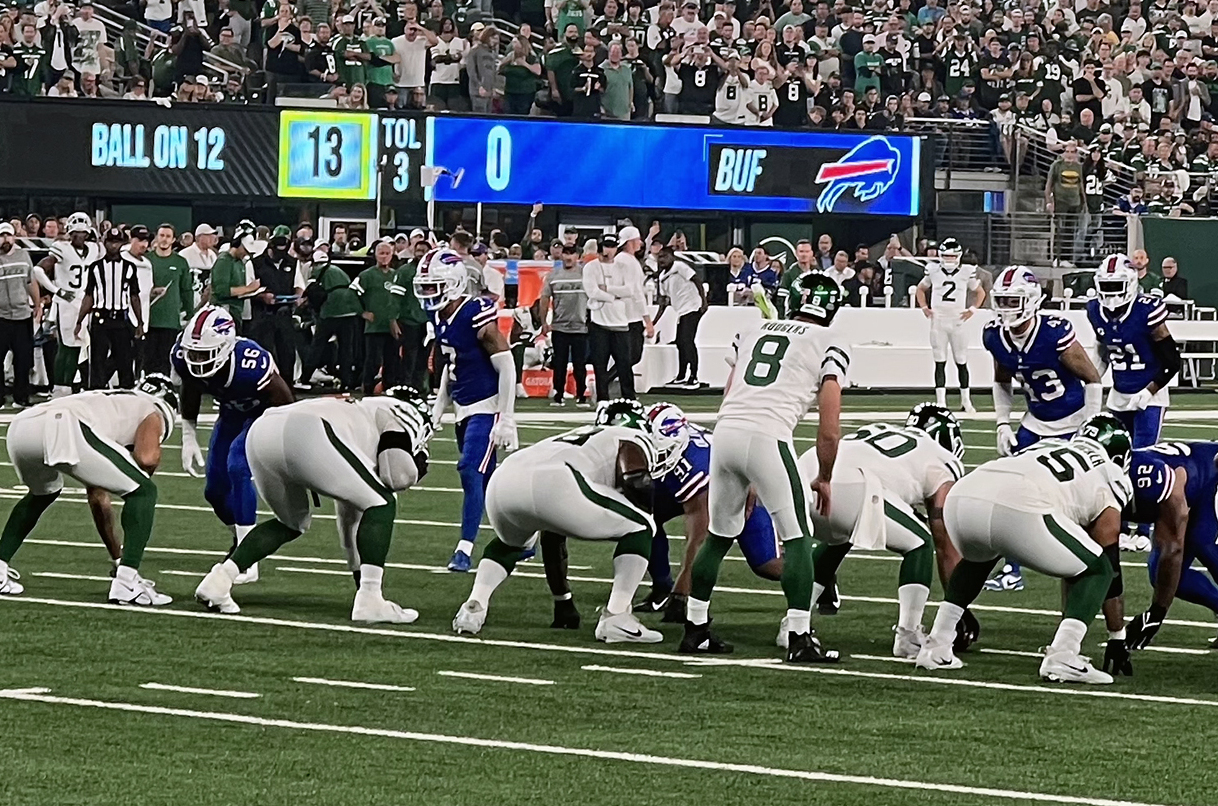
背番号8番でプレーするロジャース

2023年4月26日、ニューヨーク・ジェッツへのトレードが決まった。パッカーズがロジャースと2023年ドラフト1巡目（全体15番目）、5巡目（全体170番目）指名権をジェッツに渡し、ジェッツから2023年ドラフト1巡目（全体13番目）、2巡目（全体42番目）、6巡目（全体207番目）指名権及び2024年ドラフトの2巡目指名権（ロジャースが2023年シーズン65％以上プレーした場合は1巡目指名権に繰り上がる条件であったが、下述のように成立しなかった）をパッカーズが受け取る。
1965年から1977年にジェッツに在籍し、背番号12番を着用していたジョー・ネイマスは、ロジャースが背番号12番を着用する許可を与えたが、ロジャースはカリフォルニア大学時代に着用していた背番号8番を着用すると発表した。
シーズン開幕戦に先発するも、試合開始後4プレー目で負傷退場し、その後アキレス腱断裂により残りシーズンを欠場することになった。9月13日に手術を受け、左アキレス腱に内蔵装具を装着し、早ければ1月中旬の復帰を目指したていたが、チームがレギュラーシーズン敗退でシーズンを終えたため、シーズン中の復帰はなかった。

#### 2024年
加入初年度をわずか4プレーで負傷欠場したロジャースであったが、今シーズンの開幕戦から復帰を果たした。ニューイングランド・ペイトリオッツとのホーム開幕戦で、35回中27回のパスを成功させ、281ヤードと2TDパスを記録し、移籍後初勝利を飾った。第5週のロンドンでの試合後、ヘッドコーチのロバート・サレーが解雇された。一部でロジャースとヘッドコーチの関係が悪かったとの噂があったが、ロジャースはサラー解雇の決定に関与していないとの報道がなされた。
第11週時点で3勝7敗と絶望的なシーズンを送る中、第12週のバイウィーク中に、ロジャースがハムストリング、膝、足首を負傷しながらプレーしていたことが明らかになった。怪我の程度が詳しく明かされない中、第13週のシアトル・シーホークスのスターターに指名された。
キャリア最後の試合と噂されたシーズン最終戦では通算500個目のタッチダウンパスを成功させた。
2025年3月12日、ジェッツはロジャースをリリースした。

### ピッツバーグ・スティーラーズ

#### 2025年
2025年6月7日、ピッツバーグ・スティーラーズと1年契約を結んだ。契約額は1,365万ドルを基本とし、MVP受賞やプレーオフでの戦績によって最大で1,950万ドルとなる。

## パッカーズによる指名の経緯

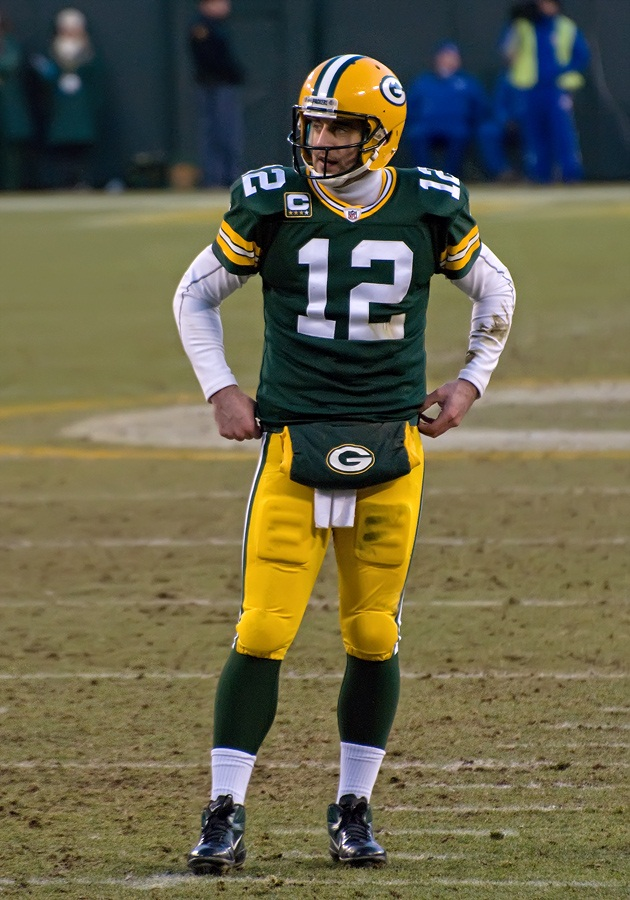
2012年のロジャース

経歴にあるとおり、49ersはQBアレックス・スミスとロジャースのどちらかを指名すると見られており、ギリギリまで迷っていたと報道されている。パッカーズもロジャースとの面接は行っていたが、指名まで残っているとは予想しておらずパッカーズのGMテッド・トンプソンは「直前になってロジャースが残っているかもしれないという情報を聞き、テープを入念にチェックした」と語っている。ドラフト会場にはロジャース一家への同情の空気が満ちており、指名と同時に大歓声が挙がった。
またロジャースはパッカーズ入りを熱望しており、トンプソンGMとの面接では指名権のトレードアップを申し出ていた。

## プレースタイル
強肩で正確性のあるパスを投げる。非常に落ち着きがあり、レシーバーをしっかり見定めてパスを投げる。走りながらのパスも正確であり、さらに自らの足でヤーテージを稼ぐこともできる。無理なパスをあまり投げないのでインターセプトが少ない。1人のレシーバーだけをロックオンということがなく、フィールド全体からパスターゲットを探す視野の広さがある。ファーヴとともに練習を重ねたこともあり、パスのリリースポイントが一般的なQBより高いこともインターセプトの少なさに拍車をかけているといえる。彼の冷静なところは2010年度の初のプレイオフの試合などでも見ることができる。
モバイル型というほどではないが、前述の通りQBとしては非凡な走力を持っており、第3ダウンロング等、パスシチュエーションでは自らのスクランブルによるファーストダウン獲得も目立つ。NFLにおける初先発試合最初のタッチダウンも自らのランによるものだった。
ショートパスなど堅実でリスクの少ないプレーに終始するタイプかと思われがちだが、決して安全運転というわけではなく、好機と見ればビッグプレーを狙うこともある。

## 人物

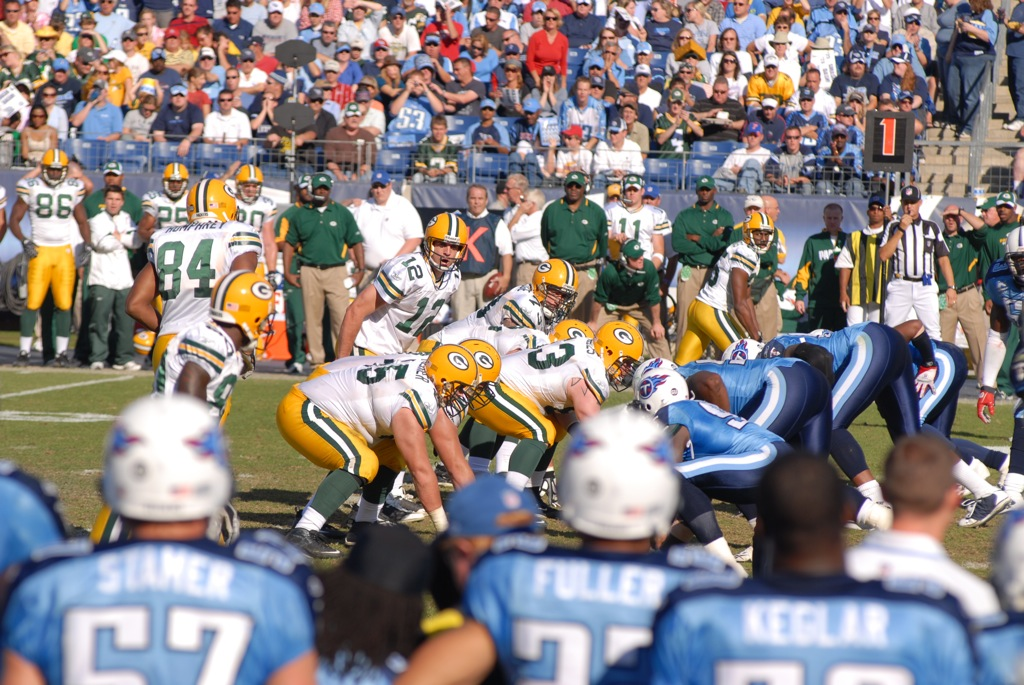
テネシー・タイタンズ戦でのスナップ前、味方に指示を出すロジャース

頭脳明晰、落ち着きがあり、非常に謙虚な人格者。パッカーズ入団を喜ぶ姿勢を崩さなかった。リーダーシップもある。
カリフォルニア州北部出身ということもあり、子供の頃の憧れはQBジョー・モンタナ。彼の引退後はQBファーヴが好きだった。QBモンタナの後任QBスティーブ・ヤングがスーパーボウルを制覇したように、彼もファーヴ後のGBにスーパーボウルの栄冠を取り戻すことを夢見ていた。
QBに必要な資質としてチームリーダーとしての役割、精神面について答えている。

### TDパフォーマンス
2008年にスターターになって以来、ユニークなTDパフォーマンスで知られるようになる。TDの後、ロジャースはあたかも目に見えないチャンピオンベルトを腰に巻いているかのようなパフォーマンスをするため、ロジャース本人やチームメイトはこのパフォーマンスを「チャンピオンベルト」と呼んでいる。チームメイトのグレッグ・ジェニングスはこのTDパフォーマンスについて、「ロジャースがやっているのは、ただの楽しいことなんだ。あのパフォーマンスを見ると、彼が素晴らしいプレーをしたこと、あるいは我々がオフェンスとして素晴らしいプレーをしたことが分かるから、みんな興奮するんだ」と語っている。

## 詳細情報

### 年度別成績

#### レギュラーシーズン
| 年度      | チーム    | 背 番 号  | 試合 | 試合 | パス      | パス      | パス      | パス        | パス             | パス | パス | パス          | ラン      | ラン        | ラン             | ラン | 記録              |
| 年度      | チーム    | 背 番 号  | 出場 | 先発 | 成功 回数 | 試投 回数 | 成功 確率 | 獲得 ヤード | 平均 獲得 ヤード | TD   | Int  | レイテ ィング | 試行 回数 | 獲得 ヤード | 平均 獲得 ヤード | TD   | 先発出場 試合勝敗 |
| --------- | --------- | --------- | ---- | ---- | --------- | --------- | --------- | ----------- | ---------------- | ---- | ---- | ------------- | --------- | ----------- | ---------------- | ---- | ----------------- |
| 2005      | GB        | 12        | 3    | 0    | 9         | 16        | 56.3      | 65          | 4.1              | 0    | 1    | 39.8          | 2         | 7           | 3.5              | 0    | 0–0               |
| 2006      | GB        | 12        | 2    | 0    | 6         | 15        | 40.0      | 46          | 3.1              | 0    | 0    | 48.2          | 2         | 11          | 5.5              | 0    | 0–0               |
| 2007      | GB        | 12        | 2    | 0    | 20        | 28        | 71.4      | 218         | 7.8              | 1    | 0    | 106.0         | 7         | 29          | 4.1              | 0    | 0–0               |
| 2008      | GB        | 12        | 16   | 16   | 341       | 536       | 63.6      | 4,038       | 7.5              | 28   | 13   | 93.8          | 56        | 207         | 3.7              | 4    | 6–10              |
| 2009      | GB        | 12        | 16   | 16   | 350       | 541       | 64.7      | 4,434       | 8.2              | 30   | 7    | 103.2         | 58        | 316         | 5.4              | 5    | 11–5              |
| 2010      | GB        | 12        | 15   | 15   | 312       | 475       | 65.7      | 3,922       | 8.3              | 28   | 11   | 101.2         | 64        | 356         | 5.6              | 4    | 10–5              |
| 2011      | GB        | 12        | 15   | 15   | 343       | 502       | 68.3      | 4,643       | 9.2              | 45   | 6    | 122.5         | 60        | 257         | 4.3              | 3    | 14–1              |
| 2012      | GB        | 12        | 16   | 16   | 371       | 552       | 67.2      | 4,295       | 7.8              | 39   | 8    | 108.0         | 54        | 259         | 4.8              | 2    | 11–5              |
| 2013      | GB        | 12        | 9    | 9    | 193       | 290       | 66.6      | 2,536       | 8.7              | 17   | 6    | 104.9         | 30        | 120         | 3.3              | 0    | 6–3               |
| 2014      | GB        | 12        | 16   | 16   | 341       | 520       | 65.6      | 4,381       | 8.4              | 38   | 5    | 112.2         | 43        | 269         | 6.3              | 2    | 12–4              |
| 2015      | GB        | 12        | 16   | 16   | 347       | 572       | 60.7      | 3,821       | 6.7              | 31   | 8    | 92.7          | 58        | 344         | 5.9              | 1    | 10–6              |
| 2016      | GB        | 12        | 16   | 16   | 401       | 610       | 65.7      | 4,428       | 7.3              | 40   | 7    | 104.2         | 67        | 369         | 5.5              | 4    | 10–6              |
| 2017      | GB        | 12        | 7    | 7    | 154       | 238       | 64.7      | 1,675       | 7.0              | 16   | 6    | 97.2          | 24        | 126         | 5.2              | 0    | 4–3               |
| 2018      | GB        | 12        | 16   | 16   | 372       | 597       | 62.3      | 4,442       | 7.4              | 25   | 2    | 97.6          | 43        | 269         | 6.3              | 2    | 6–9–1             |
| 2019      | GB        | 12        | 16   | 16   | 353       | 569       | 62.0      | 4,002       | 7.0              | 26   | 4    | 95.4          | 46        | 183         | 4.0              | 1    | 13-3              |
| 2020      | GB        | 12        | 16   | 16   | 372       | 526       | 70.7      | 4,299       | 8.2              | 48   | 5    | 121.5         | 38        | 149         | 3.9              | 3    | 13–3              |
| 2021      | GB        | 12        | 16   | 16   | 366       | 531       | 68.9      | 4,115       | 7.7              | 37   | 4    | 111.9         | 33        | 101         | 3.1              | 3    | 13-3              |
| 2022      | GB        | 12        | 17   | 17   | 350       | 542       | 64.6      | 3,695       | 6.8              | 26   | 12   | 91.1          | 34        | 94          | 2.8              | 1    | 8-9               |
| 2023      | NYJ       | 8         | 1    | 1    | 0         | 1         | 0.0       | 0           | 0.0              | 0    | 0    | 39.6          | 0         | 0           | 0.0              | 0    | 1-0               |
| 2024      | NYJ       | 8         | 17   | 17   | 368       | 584       | 63.0      | 3,897       | 6.7              | 28   | 11   | 90.5          | 22        | 107         | 4.9              | 0    | 5–12              |
| NFL：19年 | NFL：19年 | NFL：19年 | 248  | 241  | 5,369     | 8,245     | 65.1      | 62,952      | 7.6              | 503  | 116  | 102.6         | 741       | 3,573       | 4.8              | 35   | 153–87–1          |

- 2024年度シーズン終了時
- 太字は自身最高記録
- ■はシーズンMVP受賞年
- ■は各年度のリーグ最高記録
- ■はNFL記録

#### ポストシーズン
| 年度 | チーム | 試合 | 試合 | パス      | パス      | パス      | パス        | パス             | パス | パス | パス          | ラン      | ラン        | ラン             | ラン | 記録              |
| 年度 | チーム | 出場 | 先発 | 成功 回数 | 試投 回数 | 成功 確率 | 獲得 ヤード | 平均 獲得 ヤード | TD   | Int  | レイテ ィング | 試行 回数 | 獲得 ヤード | 平均 獲得 ヤード | TD   | 先発出場 試合勝敗 |
| ---- | ------ | ---- | ---- | --------- | --------- | --------- | ----------- | ---------------- | ---- | ---- | ------------- | --------- | ----------- | ---------------- | ---- | ----------------- |
| 2007 | GB     | 1    | 0    | 0         | 0         | 0.0       | 0           | 0.0              | 0    | 0    | 0.0           | 0         | 0           | 0.0              | 0    | 0-0               |
| 2009 | GB     | 1    | 1    | 28        | 42        | 66.7      | 423         | 10.1             | 4    | 1    | 121.4         | 3         | 13          | 4.3              | 1    | 0-1               |
| 2010 | GB     | 4    | 4    | 90        | 132       | 68.2      | 1,094       | 8.3              | 9    | 2    | 109.8         | 14        | 54          | 3.9              | 2    | 4-0               |
| 2011 | GB     | 1    | 1    | 26        | 46        | 56.5      | 264         | 5.7              | 2    | 1    | 78.5          | 7         | 66          | 9.4              | 0    | 0-1               |
| 2012 | GB     | 2    | 2    | 49        | 72        | 68.1      | 531         | 7.4              | 3    | 1    | 97.6          | 5         | 40          | 8.0              | 0    | 1-1               |
| 2013 | GB     | 1    | 1    | 17        | 26        | 65.4      | 177         | 6.8              | 1    | 0    | 97.8          | 2         | 11          | 5.5              | 0    | 0-1               |
| 2014 | GB     | 2    | 2    | 43        | 69        | 62.3      | 494         | 7.2              | 4    | 2    | 91.1          | 4         | 8           | 2.0              | 0    | 1-1               |
| 2015 | GB     | 2    | 2    | 45        | 80        | 56.2      | 471         | 5.9              | 4    | 1    | 84.9          | 3         | 20          | 6.7              | 0    | 1-1               |
| 2016 | GB     | 3    | 3    | 80        | 128       | 62.5      | 1,004       | 7.8              | 9    | 2    | 103.8         | 8         | 62          | 7.8              | 0    | 2-1               |
| 2019 | GB     | 2    | 2    | 47        | 66        | 71.2      | 569         | 8.6              | 4    | 2    | 104.9         | 6         | 14          | 2.3              | 0    | 1-1               |
| 2020 | GB     | 2    | 2    | 56        | 84        | 66.7      | 642         | 7.6              | 5    | 1    | 104.4         | 4         | -3          | -0.8             | 1    | 1-1               |
| 2021 | GB     | 1    | 1    | 20        | 29        | 69.0      | 225         | 7.8              | 0    | 0    | 91.9          | 0         | 0           | 0.0              | 0    | 0-1               |
| 計   | 計     | 22   | 21   | 501       | 774       | 64.7      | 5,894       | 7.6              | 45   | 13   | 100.1         | 56        | 285         | 5.1              | 4    | 11-10             |

- 2024年度シーズン終了時
- 太字はスーパーボウル出場
- ■はスーパーボウル制覇

## 私生活
2017年まで、ランボー・フィールドからおよそ10マイル離れたグリーンベイの北郊外、ウィスコンシン州スアミコに住んでいた。現在は、サンディエゴのダウンタウンから北に20マイル離れた、カリフォルニア州の高級住宅街であるデル・マーに家を所有しており、オフシーズンはロサンゼルスで過ごすこともある。ニューヨーク・ジェッツにトレードされてから数カ月後、ロジャースはニュージャージー州モントクレアにある邸宅を950万ドルで購入したが、この邸宅の当初の価格は1150万ドルだった。
ロジャースには2人の兄弟がおり、弟のジョーダン・ロジャースはヴァンダービルト大学でクォーターバックを務めた。2013年4月にドラフト外フリーエージェントでジャクソンビル・ジャガーズと契約を結んだ。その後、タンパベイ・バッカニアーズにも所属した 。
ロジャースは幼少期、キリスト教を信仰していた。しかし、大人になってからは組織的な宗教には所属しなくなったと語っている。
2018年11月21日、故郷カリフォルニア州の森林火災（en:2018 California wildfires）の被災地に100万ドルを寄付すると発表した。
2019年6月、アメリカの経済誌フォーブスは2019年版の世界のアスリートの年収を公表した。ロジャースの年収は8930万ドルであり、世界のスポーツ選手で7位にランクインした。
2021年、アメリカ合衆国の女優、シェイリーン・ダイアン・ウッドリーとの婚約を発表した。